# 中南海習近平辦公室
中南海习近平办公室是指现任中国最高领导人習近平在中南海内的办公场所，由中国共产党中央委员会总书记办公室、中华人民共和国主席办公室、中央军委主席办公室等机构提供服务。

## 简介
习近平在中南海的办公室在習近平自2013年起（除2016年外）每年12月31日發表新年賀詞時出現在電視畫面之中。這間辦公室背景是一幅長城的油畫，油畫旁放有中華人民共和國國旗。桌上放有3部電話機。書架上放有照片。每年度照片的變動，以及辦公室的佈置，引起了媒體的關注。
該間辦公室中安放有約2米长的深色的實木大桌，地毯則是杏色。牆上掛有長城油畫，桌上有2紅1白三部電話機，書架上放有數張照片。辦公室內沒有電腦，筆筒內放着的筆大都是鉛筆，被認爲是「中華人民共和國高層批示文件用鉛筆」這一觀點的實物印證。深圳衛視認爲，這間辦公室「應該不是爲了給公眾講話而故意佈置的」。

### 電話機
習近平辦公室桌上放有兩部紅色電話机和一部白色電話机。《華爾街日報》認爲，習在辦公桌上擺放兩臺紅色電話機是爲了展示其權威。另外一部白色電話，則是用來進行日常通話。

#### 军用保密电话
级别相对较低的一部红色电话机，使用军用保密通讯线路。理论上，习近平可以用这部电话机给解放军和武警部队任何一个单位直接通话。
这部军用保密电话机有一个数字拨号盘，能储存一些常用的电话号码。其特别之处在于：机上还有两个按键，分别对应明码通讯和加密通讯功能，必须选择明码或者加密通讯之后才能完成拨号；通话期间，拨打者也可以从明码通讯切换到加密通讯。

#### 军委一号机
另一部红色电话机，是最高级别的通讯电话——“军委一号机”，俗称“红机”。在职的党和国家领导人、省部级官员以及部队正军级以上干部、大型中央企业一把手的办公室都有这种电话。所有离退休的党和国家领导人的家中也有这种电话。不仅可供高层人员之间互相联系，高层人员也可以使用这套系统与下层单位进行通讯。
“军委一号机”机身没有拨号盘，也没有加密按键，因为它不需要拨号而由接线员转接，所有通话都是加密的。机体内部有一个防止窃听的保护器，原电路被异物介入或外壳损毁时能自动报警。
这两套红色电话系统都有非常高的保密标准：电话线路与民用电信网络物理隔绝；电话机也做了防电子信号外泄的处理。但由于军用保密电话接入方众多，保密安全性相对较低。

### 书架上的照片
2013年12月的鏡頭中，習書架上陈列的照片包括習2012年訪問愛爾蘭時踢足球、推着父親習仲勳、牽着母親齊心的手散步、騎車載着女兒習明澤玩的照片，以及習和他夫人彭麗媛的合影共5張照片。而在2014年12月的鏡頭中，習的書架上多了6張照片。這六張照片中有5張是習正式成爲中共中央政治局常委後的工作照，被認爲「涵蓋了少年兒童發展、軍事、扶貧攻堅、群眾路線、體育、外交等多個方面」。而另外一張則沒被認出來，有人認爲是習年輕時穿軍裝的照片。
2015年12月的镜头中，习书架上陈列的，曾在2015新年贺词中出现的5张照片被替换成了7张新照片。这7张照片分别是九三閱兵上的講話、赴陕西省延安市梁家河村考察、2015年访美期间的第70屆聯合國大會上的講話、中國少年先鋒隊開幕講話、在云南省大理市古生村村民家拉家常、會見十三名基層民族團結優秀代表以及赴吉林省延边朝鲜族自治州和龙市东城镇光東村視察。
2017年12月的镜头中，习书架上摆放着15张照片，其中9张首次出现。新照中，三张和军队有关，分别是2017年7月“八一勋章”获得者颁授勋章仪式、7月建军90周年朱日和联合训练基地阅兵和2014年1月内蒙古阿尔山慰问戍边官兵的照片。四张和扶贫有关，分别是2017年6月到山西省赵家洼村看望贫困群众、2016年2月到江西井冈山访贫问苦、以及2013年11到湖南排碧乡十八洞村考察的两张照片。另外三张是习近平2017年10月连任中共中央总书记和中央军委主席后，带领新一代领导集体集体到上海中共“一中”会址宣誓、2017年6月与香港少年警讯成员合影和2017年5月一带一路国际合作高峰论坛的照片。
2018年12月的镜头依旧出现15张照片，其中新照片9张，包括2018年2月11日视察四川省凉山州昭觉县解放乡火晋村和乡亲们握手、2018年3月17日在第十三届全国人民代表大会第一次会议宣誓就任国家主席、4月2日参加首都义务植树活动与少先队员在一起、4月12日南海阅兵时和长沙号导弹驱逐舰官兵合影、4月25日考察长江流域生态及发展建设情况、9月3日出席中非合作论坛北京峰会和9月25日视察建三江七星农场。
2019年12月的镜头出现了19张照片，其中有11张首次出现，包括3张习近平的个人生活旧照、2019年2月1日春节慰问北京市草厂四条胡同的街坊、4月8日参加首都义务植树活动与少先队员的合影、4月26日出席第二届一带一路国际合作高峰论坛开幕式，8月21日视察甘肃武威市古浪县八步沙林场和兰州市黄河治理兰铁泵站项目点、9月29日与共和国勋章和国家荣誉称号获得者一同步入人民大会堂金色大厅、10月1日国庆阅兵检阅受阅部队及向受阅部队挥手致意。
2020年12月的镜头出现了21张照片，有13张新出现，包括2020年1月19日到云南腾冲市清水乡莫拉佤族村和云南某边防营慰问群众和官兵、2月10日到北京地坛医院视察新冠肺炎感染者治疗情况、3月10日到武汉东湖新城社区、4月20日到陕西牛背梁国家级自然保护区、4月21日到陕西平利县女娲凤凰茶叶现代示范园区、5月12日到山西太原市太钢不锈钢精密带钢有限公司、8月19日到安徽合肥巢湖大堤罗家疃段慰问防汛抗洪人员共9张工作照，以及4张首次出现的家庭照。
2021年12月新出现了习近平1979年在中央军委办公厅工作时的照片，习近平夫妇与习仲勋夫妇的合影，以及青年彭丽媛的个人照。
2022年12月的镜头出现了27张照片，其中新出现的包括习近平年轻时的两张照片，习近平夫妇的合影，习近平和女儿的两张合影，习近平和江泽民、胡锦涛的合影，1999年江泽民、朱镕基和习仲勋在国庆招待会上的合影，以及1月26日在山西临汾市汾西县向村民拜年、4月8日北京冬奥会、冬残奥会总结表彰大会前与中国代表团会见、4月25日在中国人民大学考察调研、6月30日抵达香港西九龍站、7月14日视察新疆吐鲁番、7月27日颁发八一勋章、10月16日在二十大作报告、10月26日在安塞苹果种植园与村民交流、10月27日率第二十届政治局常委瞻仰延安革命纪念馆、11月15日出席G20巴厘岛峰会的10张工作照。

### 文件和书籍
在2014年12月的鏡頭中，习的右手边上有6个文件夹，分成两摞，在办公桌上还有一个褐色的大文件盒。而在2015年12月的鏡頭中，办公桌上没有摆放褐色的大文件盒，但多了4个叠成一摞的文件夹，其中一份文件是2015年10月29日中共十八届五中全会审议通过的《中共中央关于制定国民经济和社会发展第十三个五年规划的建议》，在这叠文件汇编下还放着一本《2015中国绿色发展指数报告》。2018年，习近平的书架上出现了《十九大文件汇编》，还新增了各类马列经典著作、哲学、政治、法律、历史、文学、文化、艺术和科学书籍。
2022年12月，央视新闻移动网关于新年贺词的HTML5专题页面中，习近平陪习仲勋散步的照片旁出现了关于深度学习的书籍。

## 相關評論
新加坡《聯合早報》報道稱有網民指出：「習大方展示辦公室，使他顯得更人性化」。
王佔陽認爲習展示其辦公室是爲了打破人們對中華人民共和國政治的神祕感，這有利於拉近領導人與公眾的距離。